# LUNCH VOXX
LUNCH VOXX（ランチボックス）は、日本のロックバンドである。
Lunch Vox!?とは別のバンド。

## 概要
眞島海、神山清豪によるツインボーカルと、ギター・浦田尚克、ドラム・赤岩雅紀によって結成。バンド名の「LUNCH VOXX」の「VOXX」表記は、ヴォーカリストが2名いることから、「X」を重ねて書き、ランチボックスと読むと説明している。
2009年2月23日、ミニアルバム「Have a Break? Have a LUNCH VOXX?」の発売と同時にライブ活動をスタート（渋谷O-EAST）。
2010年3月から行われた都市圏ツアー「Universal Gravity」にて、サポートギタリストとして参加していたwotakufighterが、倉田貴之名義で加入し（4月 - ）、5人組となった。
2010年2月、オリコンインディーズ フルのチャートにて、既発のアルバム、シングルが初登場3位、4位、11位、18位と4曲を同時にランクイン。なかでも「Fabric」は1ヵ月間、ベスト20位入りを果たした。DAMにて、2010年4月『Fabric』、7月『Colors』が配信。
2010年9月23日、神山清豪が川崎・セルビアンナイトでのライブを最後に脱退。2011年2月14日、浦田尚克が新宿RUIDO K4でのライブを最後に脱退。
2012年8月1日、新メンバーにギターのきっしー。とベースの大和田　神（ジン）を迎えて再始動する。

### メンバー
- Vocal (VOX) ：眞島 海（マシマ カイ）神奈川県出身、A型
- Guitar：きっしー。（キッシー）
- Bass：大和田　神（オオワダ ジン）

#### サポートメンバー
- Bass：DAIHEI

2010年9月4日公開の映画『BECK』（監督：堤幸彦）に出演。
- マニピュレーター：香川大稀

#### 元メンバー
- Vocal (VOX) ：神山清豪（カミヤマ セイゴウ）鳥取県出身、O型
- Guitar（リーダー）：浦田尚克（ウラタ マサカツ）神奈川県出身、AB型
- Guitar：倉田貴之（クラタ タカユキ）長野県出身、B型
- Drums & Piano：赤岩雅紀（アカイワ マサキ）神奈川県出身、B型

## ディスコグラフィー

### アルバム
1.Universal Gravity（2010年5月30日）渋谷GUILTYライブにて限定販売

### ミニアルバム
1.Have a Break? Have a LUNCH VOXX?（2009年2月23日）

### マキシシングル
1.Fabric/Electric Hi-Fi（2009年9月30日）

### シングル
1.君に送るDance Number（2010年1月9日）

### その他
1. Fabric（2010年1月9日）渋谷O-EASTライブにて限定販売PV